# Linopenthaloides novazealandicus
Linopenthaloides novazealandicus är en spindeldjursart som beskrevs av Strandtmann 1981. Linopenthaloides novazealandicus ingår i släktet Linopenthaloides och familjen Penthaleidae. Inga underarter finns listade i Catalogue of Life.